# Trojanów
Trojanów [pronunciación en polaco: /trɔˈjanuf/] es un pueblo ubicado en el distrito administrativo de Gmina Sławno, dentro del condado de Opoczno, Voivodato de Łódź, en el centro de Polonia. Se encuentra a unos 7 kilómetros al noreste de Sławno, 9 kilómetros al noroeste de Opoczno, y a 64 kilómetros al sureste de la capital regional Łódź.